# Recombinação (cosmologia)
Na cosmologia, recombinação refere-se à época em que os elétrons e os prótons carregados se ligaram primeiramente para formar átomos de hidrogênio eletricamente neutros. A recombinação ocorreu aproximadamente 370 mil anos após o Big Bang (em um desvio para o vermelho de z = 1100). A palavra "recombinação" é enganosa, uma vez que a teoria do Big Bang não postula que prótons e elétrons haviam sido combinados antes, mas o nome existe por razões históricas, visto que foi criado que a hipótese do Big Bang se tornasse a teoria primária da criação do Universo.
Imediatamente após o Big Bang, o Universo encontrava-se em um estado de plasma quente e denso, composto por fótons, léptons e quarks — a chamada Era Quark. Cerca de 10-6 segundo após o início da expansão, o Universo havia se resfriado o suficiente para permitir a formação de prótons, marcando o início da Era Hádron. Nesse estágio, o plasma era essencialmente opaco à radiação eletromagnética, devido ao espalhamento de Thomson causado pelos elétrons livres, o que limitava severamente o caminho livre médio dos fótons — situação análoga à que ocorre no interior do Sol. Com a contínua expansão, o Universo foi se resfriando até que a radiação já não possuía energia suficiente para ionizar imediatamente o hidrogênio neutro, tornando-se energeticamente mais favorável a formação de átomos. A fração de elétrons e prótons livres, em comparação ao hidrogênio neutro, reduziu-se a apenas algumas partes em 10 mil.
Pouco tempo depois, os fótons são desacoplados da matéria no Universo, o que leva à recombinação às vezes chamada de desacoplamento de fótons, mas a recombinação e o desacoplamento de fótons são eventos distintos. Uma vez que os fótons se desacoplaram da matéria, eles viajaram livremente através do Universo sem interagir com a matéria e constituem o que se observa hoje como radiação cósmica de fundo (nesse sentido, a radiação cósmica de fundo é a radiação infravermelha de corpos negros emitida quando o Universo estava a uma temperatura de cerca de 4000 K, desviado para o vermelho por um fator de 1100 do espectro visível para o espectro de microondas).